# 天笠泰輝
天笠 泰輝（あまがさ たいき、2000年5月11日 - ）は、群馬県出身のプロサッカー選手。Jリーグ・大分トリニータ所属。ポジションはミッドフィールダー。

## 来歴
前橋FCから強豪の青森山田高校に進学。青森山田では3年時に全国高校サッカー選手権大会で優勝し、高校選抜にも選出された。関西大学に進学後は1年生から試合に出場していたが、2020年7月にサッカー部を中退して地元のザスパクサツ群馬に入団が決まった。
2021年5月9日、J2第13節の大宮アルディージャ戦でプロデビューを果たした。
2025年、大分トリニータへ完全移籍。

## 所属クラブ
- 太田南FC（太田市立城西小学校）
- 前橋FC（太田市立城西中学校）
- 青森山田高校
- 関西大学（中退）
- 2020年7月 - 2024年  ザスパクサツ群馬 / ザスパ群馬
- 2025年 -  大分トリニータ

## 個人成績
| 国内大会個人成績 | 国内大会個人成績 | 国内大会個人成績 | 国内大会個人成績 | 国内大会個人成績 | 国内大会個人成績 | 国内大会個人成績 | 国内大会個人成績 | 国内大会個人成績 | 国内大会個人成績 | 国内大会個人成績 | 国内大会個人成績 |
| 年度             | クラブ           | 背番号           | リーグ           | リーグ戦         | リーグ戦         | リーグ杯         | リーグ杯         | オープン杯       | オープン杯       | 期間通算         | 期間通算         |
| 年度             | クラブ           | 背番号           | リーグ           | 出場             | 得点             | 出場             | 得点             | 出場             | 得点             | 出場             | 得点             |
| 日本             | 日本             | 日本             | 日本             | リーグ戦         | リーグ戦         | リーグ杯         | リーグ杯         | 天皇杯           | 天皇杯           | 期間通算         | 期間通算         |
| ---------------- | ---------------- | ---------------- | ---------------- | ---------------- | ---------------- | ---------------- | ---------------- | ---------------- | ---------------- | ---------------- | ---------------- |
| 2020             | 群馬             | 38               | J2               | 0                | 0                | -                | -                | -                | -                | 0                | 0                |
| 2021             | 群馬             | 38               | J2               | 2                | 0                | -                | -                | 1                | 0                | 3                | 0                |
| 2022             | 群馬             | 38               | J2               | 25               | 1                | -                | -                | 3                | 0                | 28               | 1                |
| 2023             | 群馬             | 38               | J2               | 40               | 1                | -                | -                | 0                | 0                | 40               | 1                |
| 2024             | 群馬             | 6                | J2               | 32               | 1                | 2                | 0                | 0                | 0                | 34               | 1                |
| 2025             | 大分             | 38               | J2               |                  |                  |                  |                  |                  |                  |                  |                  |
| 通算             | 日本             | 日本             | J2               | 99               | 3                | 0                | 0                | 4                | 0                | 103              | 3                |
| 総通算           | 総通算           | 総通算           | 総通算           | 99               | 3                | 0                | 0                | 4                | 0                | 103              | 3                |

出場歴
- Jリーグ初出場 - 2021年5月9日 J2第13節 大宮アルディージャ戦 (正田醤油スタジアム群馬)
- Jリーグ初得点 - 2022年3月30日 J2第7節 V・ファーレン長崎戦 (正田醤油スタジアム群馬)

## タイトル

### クラブ
青森山田高校
- 全国高等学校サッカー選手権大会（2018年）

### 個人
- 全国高等学校サッカー選手権大会・優秀選手（2018年）